# Paranothrotes eximius
Paranothrotes eximius är en insektsart som beskrevs av Leo L. Mishchenko 1951. Paranothrotes eximius ingår i släktet Paranothrotes och familjen Pamphagidae.

## Underarter
Arten delas in i följande underarter:
- P. e. eximius
- P. e. nigriloba